# Ulf Linde
Ulf Harald Linde, född 15 april 1929 i Stockholm, död 12 oktober 2013 i Stockholm, var en svensk konstkritiker, jazzmusiker, författare, museiman, professor, kompositör och ledamot av Svenska Akademien.

## Biografi
Ulf Linde var son till civilingenjör Harald Linde och hans fru Karin Krouthén. Han var först gift med Bertha Lundgren, och efter hennes död gifte han om sig med Nina Öhman, som också efterträdde honom som intendent på Thielska galleriet.
Han var från 1963 medlem av Kungliga Akademien för de fria konsterna och sedan 1977 ledamot av Svenska Akademien. Han invaldes i Svenska Akademien 10 februari 1977 och tog sitt inträde 20 december samma år, på stol nummer 11, som efterträdare till Eyvind Johnson. 1977 blev han också chef för Thielska galleriet, en post han innehade i 20 år.
Som kritiker på Dagens Nyheter (1956–1968) gjorde sig Ulf Linde känd för en radikal konstsyn, som betonade betraktarens medskapande roll. I den i Sverige epokgörande boken Spejare (1960) samlade han artiklar om ”de informella” (Henri Michaux, Jean Fautrier, Jean Dubuffet, Wols, Jackson Pollock) och framför allt skrev han där om Marcel Duchamp. Moderna museet i Stockholm har en unik samling repliker av Duchamps viktigaste verk utförda av Ulf Linde, flera av dem dessutom signerade av Duchamp själv. Spejare blev en av de faktorer som utlöste ”den stora konstdebatten” 1962, de viktigare inläggen samlade i Är allting konst? (1963). I maj år 1960 anordnade Linde tillsammans med konstnären P. O. Ultvedt en utställning med repliker och verk av Marcel Duchamp i Bokkonsums konstgalleri på Wallingatan 62. Tillsammans skapade de repliker, bl. a. Roue de bicyclette (1913/1960/1976) som finns i Moderna Museets samling. 
Ulf Linde lämnade Dagens Nyheter och dagskritiken 1968, då han tillträdde som professor i den moderna konstens teori på Kungliga Konsthögskolan (1968–1977). Han var intendent vid Moderna museet (1973–1976) och för Thielska Galleriet (1977–1997), där han efterträddes av sin hustru Nina Öhman  fram till 2011. På Thielska Galleriet organiserade Ulf Linde mer än hundra tillfälliga utställningar, där konstnärerna presenterades i en kort text på ett A4-papper. Dessa "mikroessäer" finns samlade i Presentationer (1999). Med utställningen "De ou par Marcel Duchamp par Ulf Linde" på Konstakademien i Stockholm, 2011, ett samarbete mellan Konstakademien och Moderna museet, manifesterades Ulf Lindes livslånga engagemang i Duchamptolkningen och hans tes (framställd i utställningens katalog)  om en matematisk precision i de olika konstverkens inneboende geometri.
Som jazzmusiker var Ulf Linde främst aktiv från slutet av 1940- och början av 1950-talet. Han spelade vibrafon med bland andra  Arne Domnérus och Putte Wickman. Sociologen Johan Asplund hade en livslång vänskap med Ulf Linde som han beskriver i essäboken Ord för ord. Ulf Linde är begravd på Galärvarvskyrkogården i Stockholm.

## Priser och utmärkelser
- 1965 – Litteraturfrämjandets stipendiat
- 1984 – Natur & Kulturs kulturpris
- 1986 – Övralidspriset
- 1987 – Kellgrenpriset
- 1988 – Lotten von Kraemers pris
- 1996 – Gerard Bonniers pris
- 1997 – Pilotpriset
- 2006 – Anders och Veronica Öhmans pris
- 2012 – Gerard Bonniers essäpris

## Diskografi
Ulf Linde Jazz – 1948–52, dubbel-CD med Ulf Linde, vibrafon, i olika sättningar: Arne Domnerus Favourite Five, Ulf Linde Quintet, Reinhold Svensson Quintet, Thore Jederbys Sextett, Expressens Elitorkester, Ulf Lindes Kvartett, Bengt Hallbergs Sextett, James Moody and his Cool Cats, m.fl., PHONTASTIC 2004

## Filmografi

### Musik
- 1953 – Mästerdetektiven och Rasmus

### Roller
- 1949 – Kvinnan som försvann
- 1983 – Åke Hasselgård Story
- 1996 – Hela mitt liv har varit konst